# Dicranomyia (Dicranomyia) chathamensis
Dicranomyia (Dicranomyia) chathamensis is een tweevleugelige uit de familie steltmuggen (Limoniidae). De soort komt voor in het Australaziatisch gebied.